# Alyssa Brugman
Alyssa Brugman (* 1974 in Rathmines, Lake Macquarie City) ist eine australische Schriftstellerin.

## Leben
Alyssa Brugman wurde in Rathmines geboren und studierte Marketing an der University of Newcastle. Sie arbeitete als Lehrerin und lebt mit ihrem Partner und den gemeinsamen Söhnen im Hunter Valley. Sie war bereits als Kind eine begeisterte Reiterin, was sie veranlasste, ihre ersten Jugendbücher zu schreiben. Das Institut für Jugendliteratur zeichnete ihren Roman Ich weiß alles! im April 2006 als Buch des Monats aus. 2021 wurde ihr 2001 erschienenes Buch Finding Grace mit dem Phoenix Award ausgezeichnet.

## Werke (Auswahl)
- Zeig dein Gesicht. Übers.: Ulli und Herbert Günther. Hanser, München 2004, ISBN 3-446-20519-5
- Ich weiß alles!. Übers.: Ulli und Herbert Günther. dtv, München 2006, ISBN 3-423-62251-2
- Einfach Bindy. Übers.: Ulli und Herbert Günther. Hanser, München 2006, ISBN 978-3-446-20786-8
- Ponytausch. Hanser, München 2007, ISBN 978-3-423-62308-7
- Anfängerglück. dtv, München 2007, ISBN 978-3-423-62328-5
- Pferdestehlen. dtv, München 2008, ISBN 978-3-423-62368-1
- Heißes Eisen. dtv, München 2008, ISBN 978-3-423-62329-2